# Prédios históricos do Comando Militar do Sul

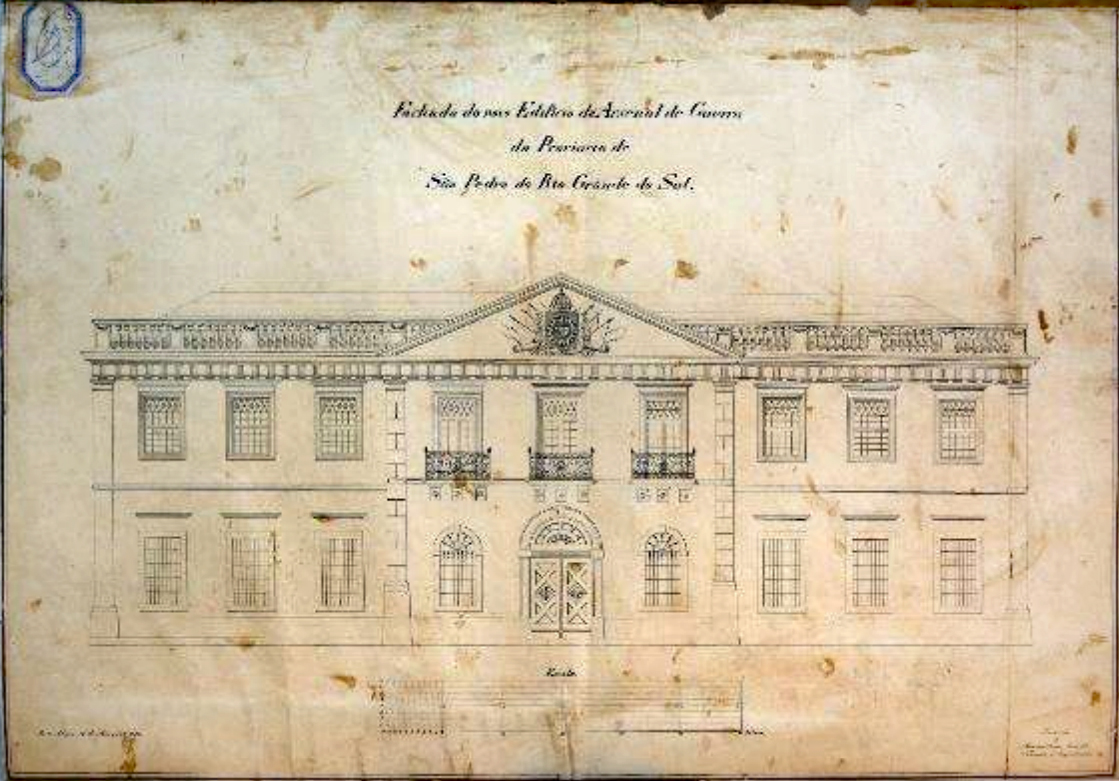
Projeto para a nova sede do Arsenal de Guerra, 1832

Os prédios históricos do Comando Militar do Sul (CMS) são um grupo de três edificações centenárias localizadas no Centro Histórico de Porto Alegre, na Rua da Praia. Abrigam órgãos da divisão sulina do Exército Brasileiro, o Comando Militar do Sul, e foram listadas como patrimônio histórico pelo Exército e pela Prefeitura.

## Antigo Arsenal de Guerra

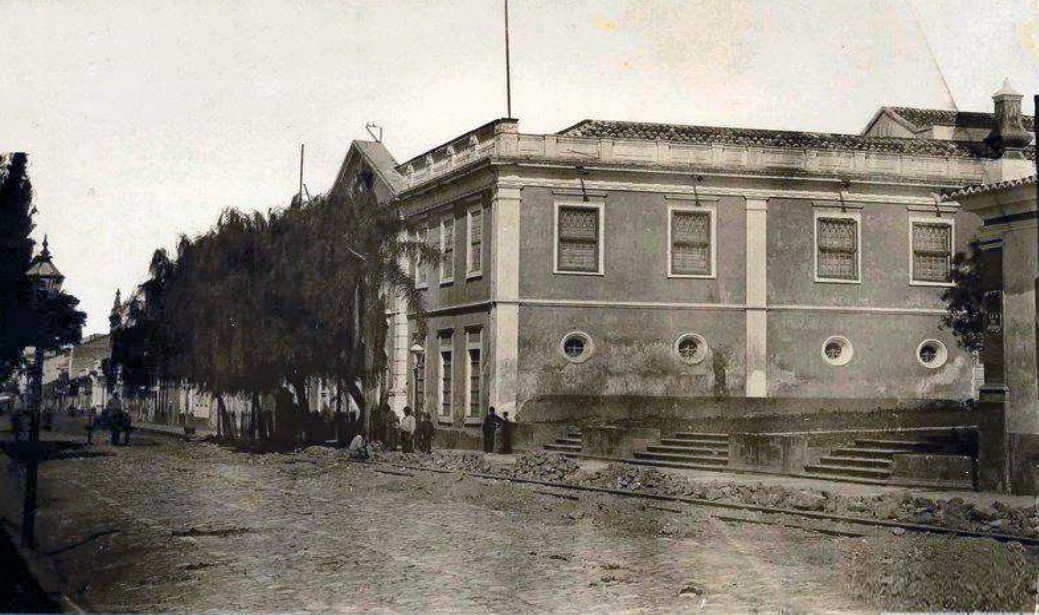
O Arsenal de Guerra no final do século XIX

A história deste edifício, localizado na Rua da Praia nº 629, inicia em 1764 com a instituição dos Arsenais de Guerra pela Coroa Portuguesa, criados para substituir os antigos Trens de Guerra, que eram depósitos de armamentos, munições, mantimentos e outros apetrechos necessários para o uso das tropas militares, também funcionando como oficinas de costura e alfaiataria, serralheria, pintura e carpintaria. Em Porto Alegre um Arsenal foi criado em torno de 1774, junto a uma praia do lago Guaíba, que em sua função passou a ser conhecida como a Praia do Arsenal. A primeira sede foi construída em 1776, mas a instituição só foi regulamentada oficialmente em 21 de fevereiro de 1832, já no Império. Em agosto daquele ano recebeu o nome de Arsenal de Guerra da Província de São Pedro do Rio Grande do Sul. Desde o início o local foi associado ao poder do Estado. A praça que na época havia em sua frente, por muitos anos foi o local da forca e do pelourinho.
Anos antes da sua regulamentação, os relatórios oficiais já vinham registrando queixas sobre o espaço limitado do edifício e a falta de equipamentos. A configuração original do edifício é desconhecida, mas um projeto de reforma e ampliação foi elaborado em 1832 pelo tenente Maximiliano Emerich, que resultou num edifício neoclássico de dois pavimentos, regular e austero, com uma fachada dominada por um frontão triangular. Surgiu como uma das construções mais imponentes da cidade em sua época, mas só foi concluído em 1851, quando passou se denominar Arsenal
de Guerra de Porto Alegre. Na década de 1860 o viajante Oskar Canstatt disse que o edifício "ficaria bem em qualquer cidade europeia".

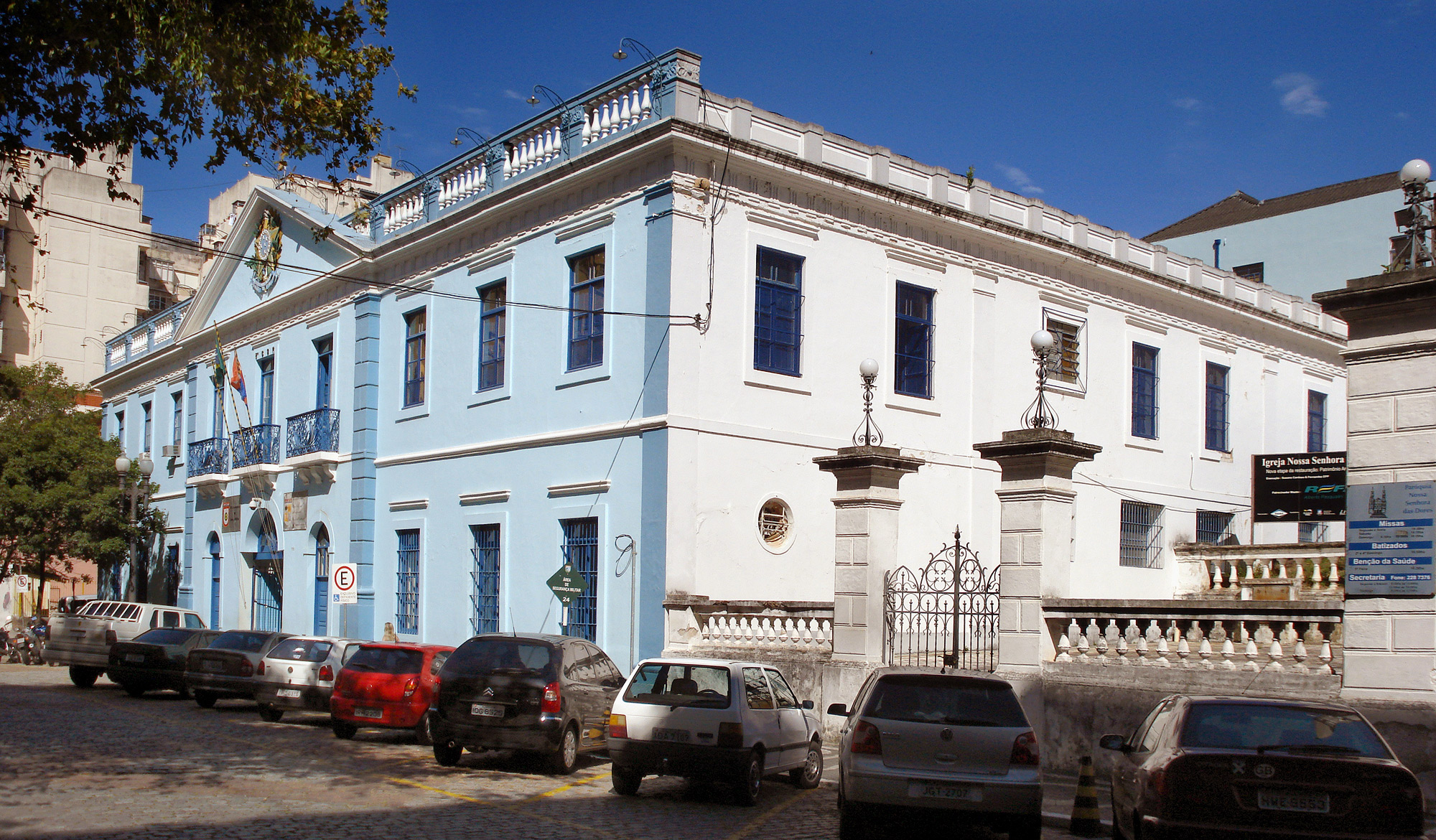
Antigo Arsenal de Guerra em 2008

Mal havia sido finalizado, na década de 1850 sua capacidade operativa também já estava se esgotando, sendo planejada a construção de um anexo para servir de depósito e local de carga e descarga, um prédio que hoje abriga o Museu Militar. Durante a Guerra do Paraguai a atividade do Arsenal aumentou muito, ali funcionando também o Quartel de Inválidos, uma enfermaria, uma prisão e um internato militar com uma escola profissionalizante para meninos carentes, a Companhia de Artífices Militares e Menores Aprendizes. Em 1867 ali estavam recolhidos 69 presos de guerra. O edifício estava superlotado e surgiram vários problemas administrativos.
Depois o edifício serviu a vários departamentos de serviço do Exército. Em 7 de outubro de 1977 foi listado como Patrimônio Histórico-Cultural do Exército, e mais tarde foi incluído na lista de imóveis protegidos da Prefeitura. Em janeiro de 1996 passou a sediar a 8ª Circunscrição de Serviço Militar, a Seção de Inativos e Pensionistas e o Almoxarifado. Em 13 de agosto de 2018 foi aprovada a desativação da 8ª CSM. Em 4 de dezembro foi realizada cerimônia encerrando as atividades e inaugurando um espaço de memória.

## Quartel-General Auxiliar

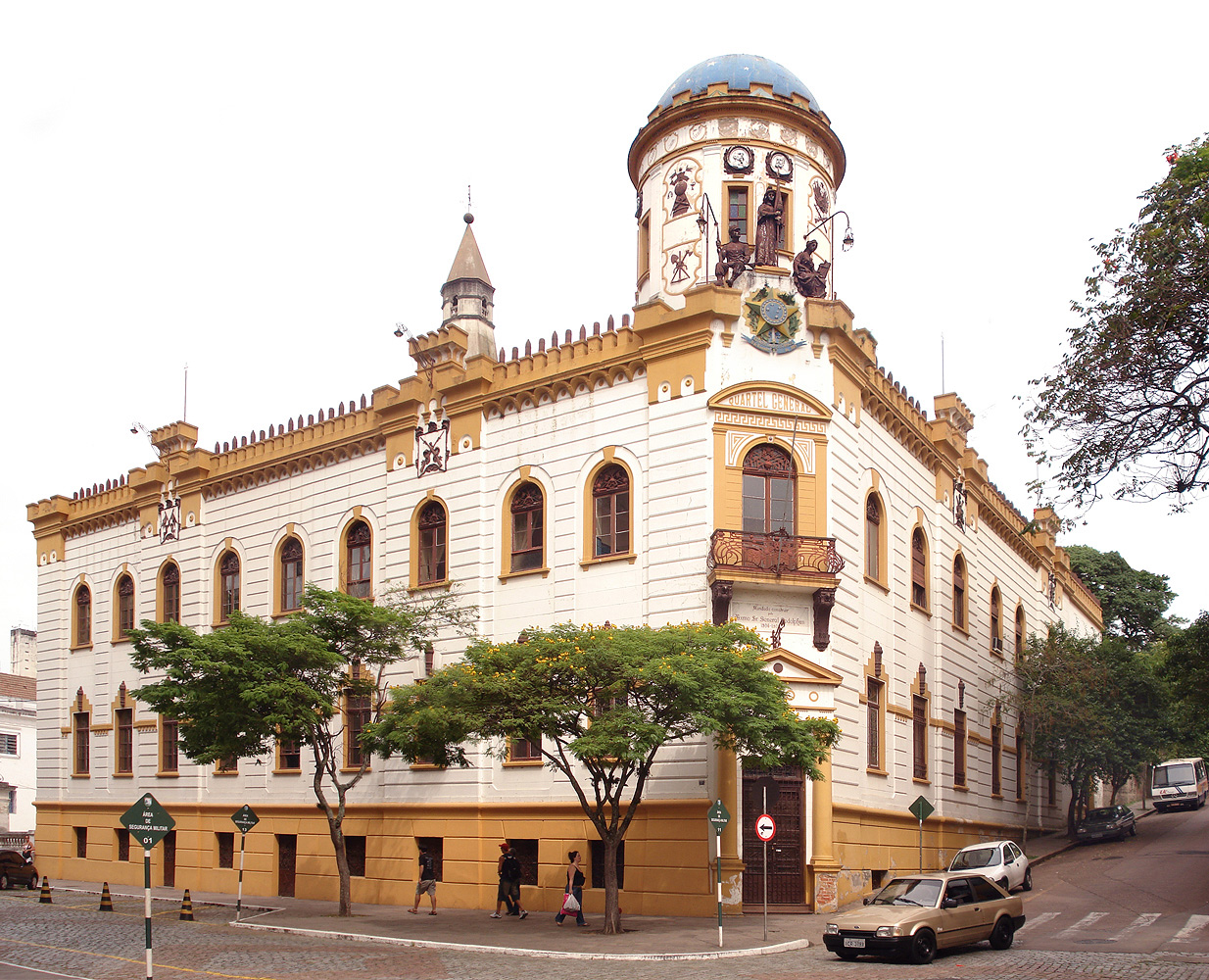
O Quartel-General.

Este edifício foi construído para abrigar o Quartel-General do Exército e a residência de seu comandante, e substituiu uma antiga edificação datada de 1775, que tinha as mesmas funções. Foi construído a partir de 1906 por ordem do general de divisão Manoel Joaquim Godolphim, sendo projetista o capitão engenheiro Alfredo Leyraud, mestre-pedreiro Luiz Pellerini e mestre-carpinteiro Gentil da Rocha. Foi inaugurado em 1 de dezembro de 1908 e considerando então uma edificação suntuosa e elegante. Em 3 de outubro de 1930 o prédio foi assediado, no início da Revolução de 1930.
Como centro de comando, o local ganhou força simbólica, desempenhando ao longo de muito tempo um papel importante na história do Exército no Sul, ali sendo decididas ações militares durante a Guerra do Contestado, I Guerra Mundial, Revolução de 1923, Revolução de 1924-26, Revolução de 1930, cuja vitória foi decidida em seu interior com a prisão do comandante da 3ª Região Militar e a morte de alguns militares, Revolução Constitucionalista de 1932, deposição de Flores da Cunha em 1937 do Governo do Rio Grande do Sul e II Guerra Mundial em 1939-45. Em 1955 o Quartel-General foi transferido para um grande prédio modernista construído na frente, e o prédio histórico se tornou o Quartel-General Auxiliar. Em frente aos quarteis-generais foram realizadas em novembro de 2022 manifestações golpistas a favor do presidente Bolsonaro e protestando contra a eleição de Lula, pedindo uma intervenção militar.
É um original edifício em estilo eclético, com três pavimentos e duas fachadas, na esquina da Rua General Canabarro e Rua da Praia. A entrada principal se abre exatamente na esquina, com um frontispício em forma de edícula clássica sustentada por duas colunas toscanas, e sobre cujo frontão está afixada uma placa de mármore com a data de construção e o nome do General Godolphim. Acima há uma sacada com gradil de ferro trabalhado e uma abertura em arco redondo inserida em uma moldura com frontão em arco abatido onde se lê a inscrição "Quartel General". Logo acima se destaca o Brasão de armas do Brasil, e como arremate deste bloco, um torreão circular com uma cúpula azul estrelada. Este torreão é bastante ornamentado com imagens simbólicas: panóplias militares, o brasão do Rio Grande do Sul, o emblema do Exército, bustos em relevo do presidente do estado Júlio de Castilhos e do 1º presidente do Brasil marechal Deodoro da Fonseca, e um grupo escultórico com uma figura de um soldado sentado, à esquerda, armado de fuzil e segurando uma corneta, uma figura feminina de pé ao centro representando a República, e à direita uma outra imagem feminina, sentada, simbolizando a Justiça e a Lei, com uma espada na destra e uma balança e um livro na mão esquerda.
Lateralmente a este bloco de entrada se estendem as duas fachadas, que se caracterizam por uma ornamentação em relevo simulando pedra aparelhada entre as aberturas. O térreo, devido à declividade do terreno, só existe no lado da rua dos Andradas, com uma série de janelas quadradas e portas baixas. Separando-o dos dois pisos acima está uma pequena cornija. As janelas do primeiro pavimento são retangulares e coroadas com um motivo escalonado, com uma tocha em relevo ao centro, e as do terceiro piso são em arco redondo, sem ornamentação. A fachada é modulada por blocos em leve projeção e o prédio é arrematado por uma cornija saliente com uma platibanda em estilo mourisco com pequenas ameias a lembrar a função militar do prédio.
Em 7 de outubro de 1977 o prédio foi listado como Patrimônio Histórico-Cultural do Exército. O interior contém um dos mais antigos elevadores ainda operando na cidade. Em 2017 seu Salão Nobre foi restaurado, recuperando-se elementos originais e descartando acréscimos espúrios. O salão tem elegante decoração, com pilastras coríntias, vitrais nas aberturas, obras de arte, frisos e relevos no teto, piso de tábuas e mobília antiga.

## Museu Militar do Comando Militar do Sul

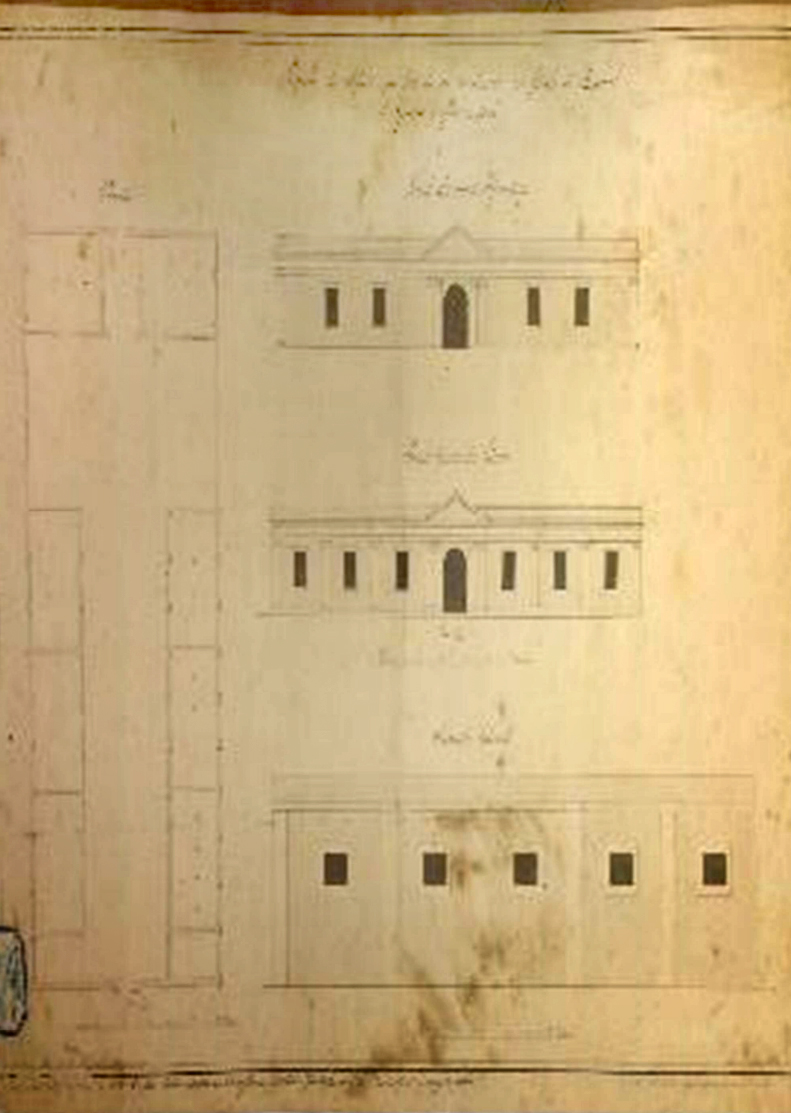
Planta e elevação de 1862 do anexo do Arsenal de Guerra

Localizado na Rua da Praia nº 630, o prédio foi planejado para servir como um anexo do Arsenal de Guerra. O terreno ficava numa área de aterro defronte para o Lago Guaíba, e sua extremidade norte alinhava com o guindaste do cais do porto. Suas alas laterais serviriam como depósitos, e os blocos das extremidades para carga e descarga. A necessidade de instalações mais amplas e aparelhadas já havia sido enfatizada em relatórios oficiais do Arsenal de 1855, 1856 e 1859, e com a eclosão da Guerra do Paraguai essa necessidade foi acentuada. O projeto do anexo data de 1860, tendo como autor o capitão Antonio Dias da Costa, sendo atualizado em 1862 pelo capitão Raimundo de S. Everard.
Em 16 de novembro de 1864 foi solicitada licença ao presidente da Província para o início das obras, concedida em 14 de janeiro de 1865 e ratificada em 14 de fevereiro pelo ministro da Guerra. Em 23 de setembro de 1866 as obras foram paralisadas por falta de recursos, e em 6 outubro foram liberados 20 mil contos de réis. Em 18 de janeiro de 1867 o ministro da Guerra autorizou mais dois créditos, um de 26 mil contos para pagar os serviços já realizados e mais 51,9 mil contos para a finalização dos trabalhos. Durante a construção, a sede antiga do Arsenal também foi reformada. O projeto classicista de 1862 tinha apenas um pavimento, mas o risco foi modificado e na inauguração, em novembro de 1867, durante a gestão do diretor interino do Arsenal, tenente-coronel Joaquim Jerônimo Barrão, já tinha as aberturas diferentes e as extremidades norte e sul elevadas de um pavimento, resultando num conjunto em estilo eclético.

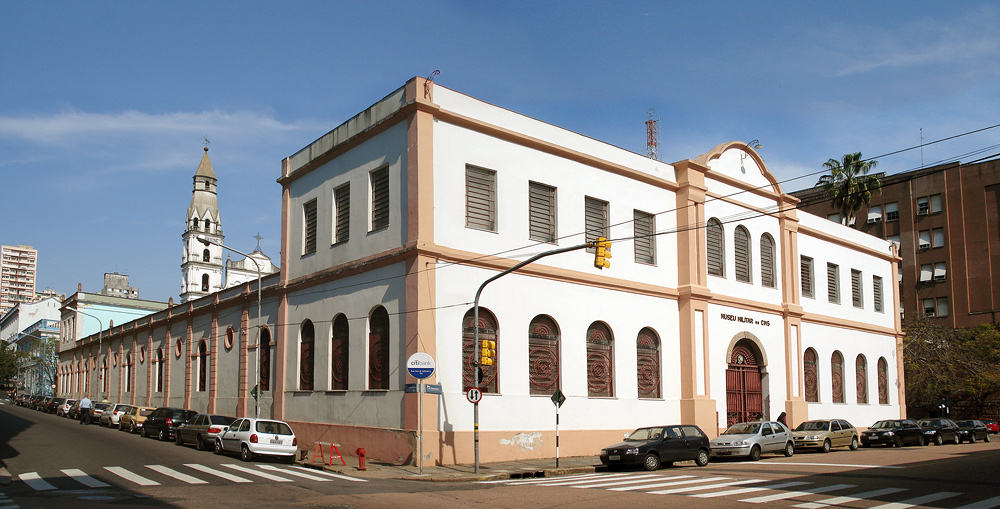
O Museu Militar, fachada da Rua Siqueira Campos.

O edifício ocupa todo o quarteirão, com duas fachadas principais opostas, com dois pavimentos, interligadas por alas térreas. As fachadas principais, na Rua da Praia e na Rua Siqueira Campos, possuem uma grande porta central em arco, dentro de um frontispício que percorre os dois pavimentos e termina em frontão discreto. Aos lados, apenas janelas em arco no térreo e retangulares no piso acima, sem mais ornamentos salvo ligeiro trabalho de relevo à guisa de pedra aparelhada em torno das aberturas superiores da fachada da Rua da Praia. O interior tem um grande pátio. O prédio histórico foi declarado pela Prefeitura "de interesse sociocultural com fins de preservação", pela lei complementar nº 43 de 1979, e nomeado "unidade de preservação histórica municipal” pela lei complementar nº 434 de 1999.
Em 20 de dezembro de 1999 o edifício foi destinado para receber o Museu Militar do Comando Militar do Sul, mas a mudança só começou em 12 de fevereiro de 2001. Em 2007 seus espaços foram reformados, sendo abertas novas salas de exposição. Outras reformas ocorreram em 2012 e 2020. É um dos museus mais visitados do estado. Segundo o pesquisador Ianko Bett, o museu é "um dos principais lugares de memória, dentre aqueles localizados na região Sul do Brasil, que se ocupa de assuntos concerne ao campo da história militar".

## Enchente de 2024
Durante a grande enchente de maio de 2024 a Rua da Praia foi inundada, afetando as edificações históricas.